# حسین محمدی (زندانی سیاسی)
حسین محمدی ۲۶ ساله و بازیگر تئاتر است. او یکی از شرکت کننده‌ها در مراسم چهلم حدیث نجفی در جریان خیزش ۱۴۰۱ ایران بود که به ادعای دستگاه قضایی جمهوری اسلامی به‌همراه ۱۵ نفر دیگر در مرگ یک بسیجی  در درگیری‌های آن روز نقش داشته‌اند. حسین محمدی در زندان به سر می‌برد و برای او حکم افساد فی الارض صادر شده‌ است.

‌
نام حسین در دو جلسه‌ی اول دادگاه در لیست متهمان نبود اما در جلسه‌ی سوم، ناگهان او را که لباس زندان هم به تن نداشت به دادگاه آوردند و به اعدام محکومش کردند.

## واکنش‌ها
ژولیت بینوش بازیگر مشهور فرانسوی ویدئویی از حسین پست کرد، و در آن نوشت «نه به اعدام‌های خشن در ایران. حسین محمدی به مرگ محکوم شد. نه به مجازات مرگ در ایران.»